# His Last Parade
His Last Parade  è un cortometraggio muto del 1911 prodotto dalla Lubin. Il nome del regista non viene riportato nei credit del film.

## Trama
I parenti del malato lo lasciano solo per assistere alla parata militare che sfila sotto le loro finestre. L'uomo, un anziano veterano in attesa ormai solo della morte, si risveglia sentendo i pifferi e i tamburi che gli richiamano alla memoria i felici ricordi della giovinezza quando nel '61, era partito con i suoi compagni per la guerra. Pur se debole, si alza dal letto per andare alla finestra. Ma lo sforzo lo lascia accasciato. Per poco, però. Il rombo di un cannone lo fa alzare nuovamente e, questa volta, riesce a infilare la sua vecchia uniforme e a scendere in strada, dove sfila insieme ai giovani soldati. Quando cade a terra, i familiari lo riportano a casa, dove viene assistito amorevolmente. Circondato dalla famiglia, orgoglioso del suo patriottismo che gli illumina lo sguardo e ricoperto dalla sua bandiera, il vecchio soldato spira serenamente, rispondendo per l'ultima volta ai suoi squilli di battaglia.

## Produzione
Il film fu prodotto dalla Lubin Manufacturing Company.

## Distribuzione
Distribuito dalla General Film Company, il film - un cortometraggio di 120 metri - venne distribuito nelle sale statunitensi il 5 gennaio 1911. Nelle proiezioni, veniva programmato con il sistema dello split reel, accorpato in un'unica bobina con un altro cortometraggio prodotto dalla Lubin, la commedia A Mix in Masks.